# بال‌آتشی آندی
بال‌آتشی آندی (نام علمی: Phoenicoparrus andinus) نام یکی از نادرترین گونه‌ها از تیره بال‌آتشیان است. زیست‌بوم این پرنده کوهستان‌های آند در آمریکای جنوبی است. تا سال ۲۰۱۴، این حیوان در طبقهٔ ژنی بال‌آتشی قرار گرفته بود. این پرنده رابطهٔ نزدیکی با بال‌آتشی جیمز دارد و هر دو از ژن بال‌آتشی ایجاد شده‌اند. فلامینگوی شیلی، بال‌آتشی آندی و بال‌آتشی جیمز، هر سه هم‌زیست هستند و همگی به صورت گروهی زندگی می‌کنند.

## نگارخانه

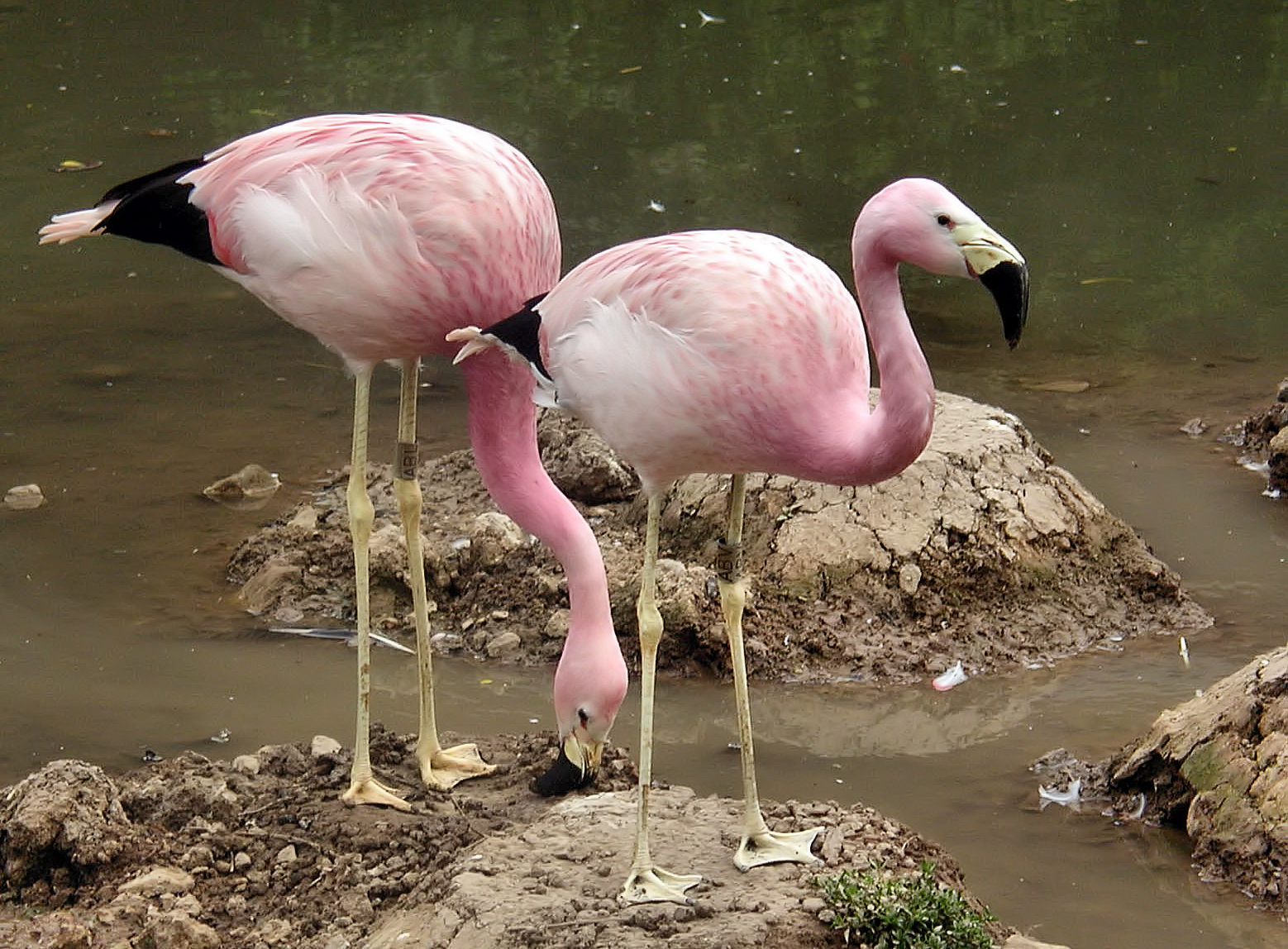
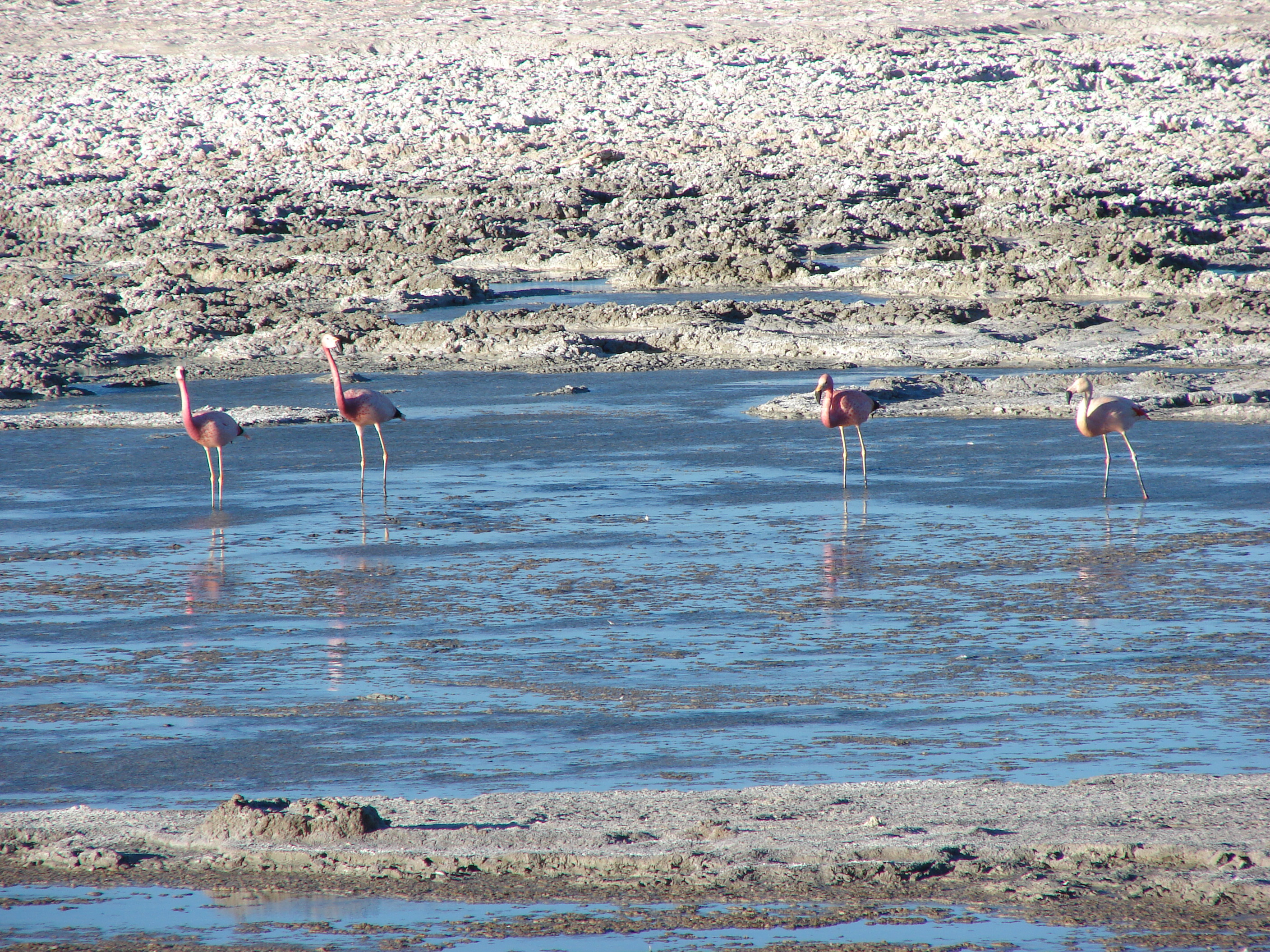
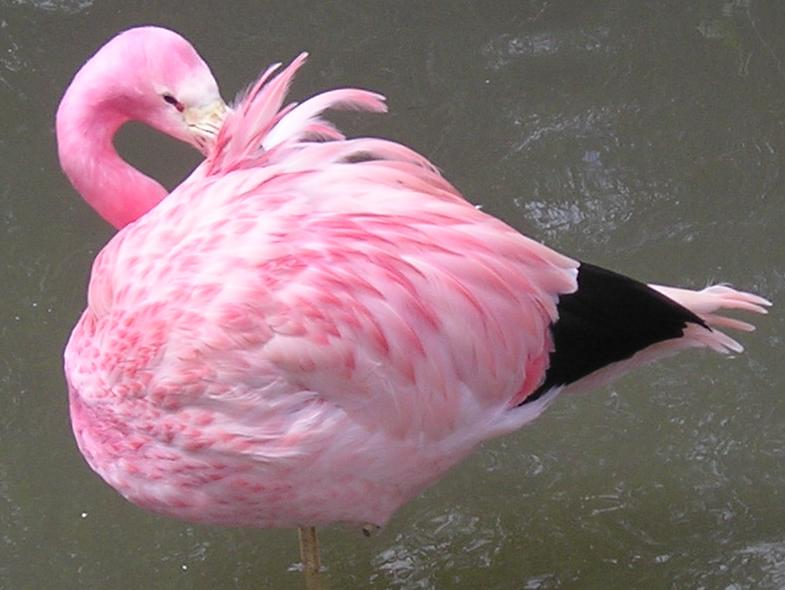